# 网纹旋螺
网纹旋螺（学名：Chryseofusus hyphalus）是新腹足目細帶螺科的一種海洋腹足綱軟體動物。舊屬纺锤螺属，今屬金纺锤螺属。

## 形態描述
螺殼長約35 mm到96 mm，在峨螺總科其他龐大物種來說屬於小型的尺寸。
其齒舌為尖舌型，齒式為0.1.R.1.0，中間齒似5指貓爪，側齒成6指皇冠，基部成圓弧造型，無邊緣齒。

## 分佈及棲息地
本物種分佈於台湾、日本及菲律賓，常栖息在水深超過200米的深海，一般隨被拖網撈捕的漁獲一起被發現。